# A Vagina Monológok
A Vagina Monológok egy rendkívül sikeres színpadi darab, amely New York-i írónő és feminista Eve Ensler (1952) azonos címen megjelent könyve alapján készült. Magyarul először a Dee-Sign kiadónál jelent meg a mű, Debreczeni Júlia, Pordán Ferenc, Szurdi András és Tandori Dezső fordításában, 2002-ben. 2008-ban pedig hangoskönyv is készült Fullajtár Andrea, Pálmai Anna és Udvaros Dorottya előadásában.
Első alkalommal 1996 végén vitték színre egy Off-Broadway színházban. A színdarab az évek során egyre sikeresebbé vált, úgy, hogy már ismert közszereplők működtek közre különböző színpadi változatokban. Leggyakrabban jótékonysági rendezvényeken olvasott fel többek között Whoopi Goldberg, Alanis Morissette, Glenn Close, Melanie Griffith, Winona Ryder, Dannii Minogue, Julianna Margulies, Cate Blanchett, Calista Flockhart és sokan mások. Még Donna Hanover az egykori New York-i polgármester Rudolph Giuliani felesége is szeretett volna szerepet vállalni az egyik rendezésben, de aztán tekintettel a férjére mégis lemondta a részvételt.
Időközben 26 nyelvre lefordították a darabot és a legtöbb európai országban is bemutatták. Magyarországon 2002-ben került színpadra a Thália Színházban Bozsik Yvette rendezésében. Az HBO produkciójában készült film is.

## Tartalom
A szerző kereken 200 nővel készített interjúból válogatta össze az anyagot. A monológok bár egyazon téma köré csoportosulnak, mégis személyenként igen eltérőek; megszólal például. egy a Délszláv háborúban megerőszakolt bosznia-hercegovinai nő, hallhatunk egy 13 éves kislány első szexuális tapasztalatairól vagy egy 72 éves hölgy megrázó monológját. Az egyes interjúk időnként elgondolkodtatóak, adott esetben nyomasztóan ridegek, vagy kifejezetten viccesek.
Ensler "antropológiai tanulmánynak" nevezi művét, amely nők erotikus fantáziáit, szenvedélyüket, vágyukat, csalódásaikat vagy adott esetben szexuális erőszakot mutatja be. Eve Ensler számára a nők ellen elkövetett erőszak központi téma, a bemutatókkal világszerte támogatnak jótékonysági projekteket. 1998-ban kezdeményezte Eve Ensler a V(agina)-DAY, mint a nők elleni erőszak napját ("victory over violence"), február 14-re.

## Magyarul
- A vagina monológok; ford. Debreczeni Júlia et al.; Dee-Sign, Bp., 2002
- A vagina monológok  botránykönyv vágatlan változata; ford. Bozai Ágota et al.; Nyitott Könyvműhely, Bp., 2010